# Georges Heylens
Georges Heylens (Etterbeek, 8 d'agost de 1941) fou un futbolista belga de la dècada de 1960.
Fou 67 cops internacional amb la selecció belga de futbol, amb la qual disputà la Copa del Món de futbol de 1970. Pel que fa a clubs, defensà els colors del RSC Anderlecht.